# 8525 Nielsabel
8525 Nielsabel eller 1992 RZ5 är en asteroid i huvudbältet som upptäcktes den 2 september 1992 av den belgiske astronomen Eric W. Elst vid CERGA-observatoriet. Den är uppkallad efter den norske matematikern Niels Henrik Abel.
Asteroiden har en diameter på ungefär 4 kilometer.